# Zemmouri (Boumerdès)
Zemmouri (în arabă زموري) este o comună din provincia Boumerdès, Algeria.
Populația comunei este de 26.408 locuitori (2008).